# Carlos Humberto Jiménez Licona
Carlos Humberto Jiménez Licona (* 28. März 1952) ist ein guatemaltekischer Diplomat.
Während seines Studiums an der Universidad de San Carlos de Guatemala war er von 1976 bis 1978, Sekretär der Asociación de Estudiantes Universitarios. Von 1989 bis 26. März 1990 war er Botschafter in Brüssel, war bei den Regierungen von Luxemburg, den Niederlanden und der Europäischen Gemeinschaft akkreditiert. Er war vom 26. März 1990 bis 1991 Botschafter in Taipeh. Stellvertretender Minister für auswärtige Angelegenheiten war er von 1992 bis 1993 und von 1998 bis 2000. Von 1993 bis 1995 war er Botschafter in Stockholm (Schweden). Botschafter in Ottawa (Kanada) war er vom 11. September 2000 bis 2006. Botschafter in Brasilia war er von 2007 bis 2011. Vom 10. März 2011 bis zum 8. November 2016 war er Botschafter in Berlin. Am 19. Juni 2013 wurde er in Warschau akkreditiert.